# Rossbad (Naturschutzgebiet)

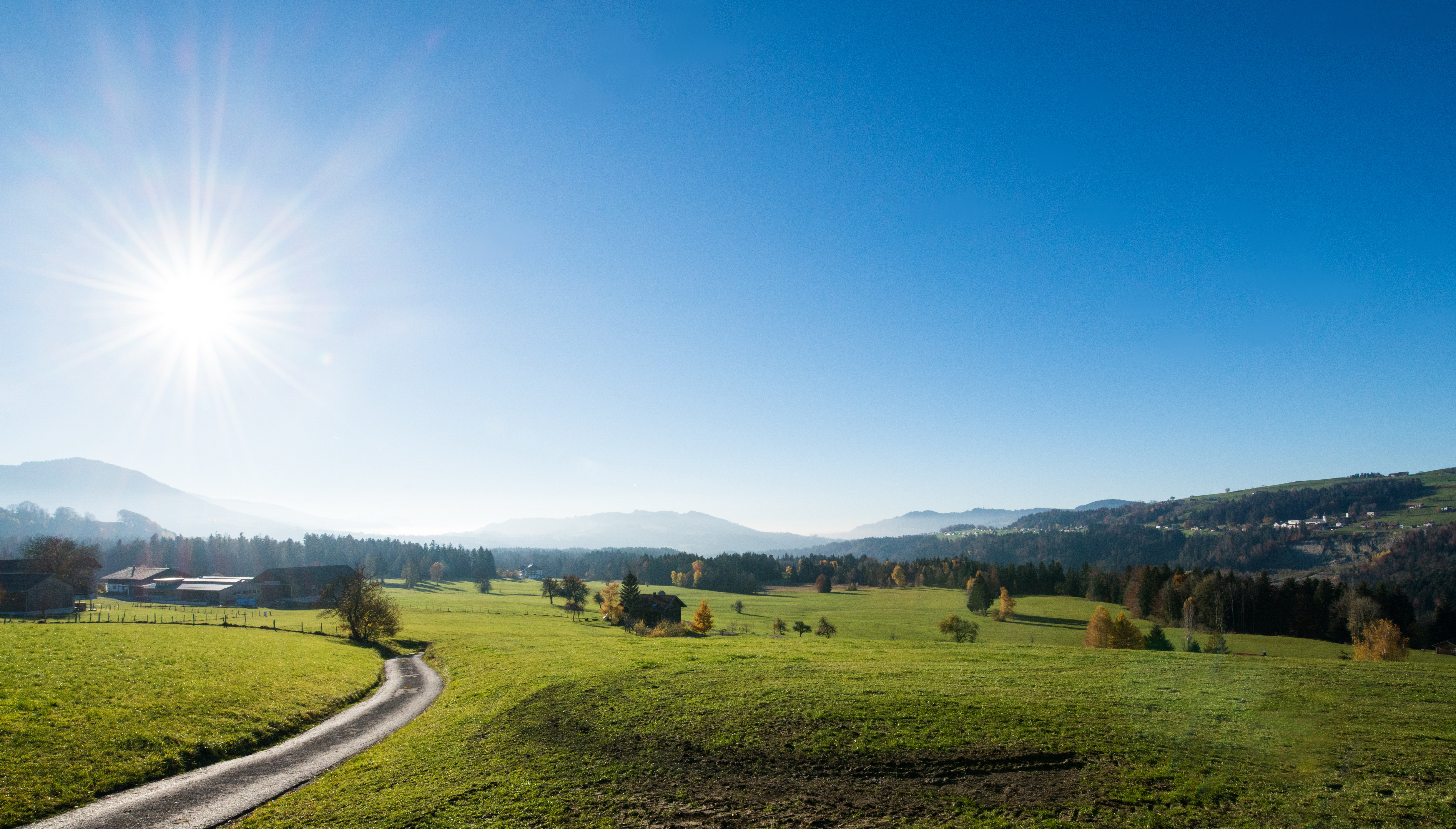
Teil des Naturschutzgebiets Rossbad.

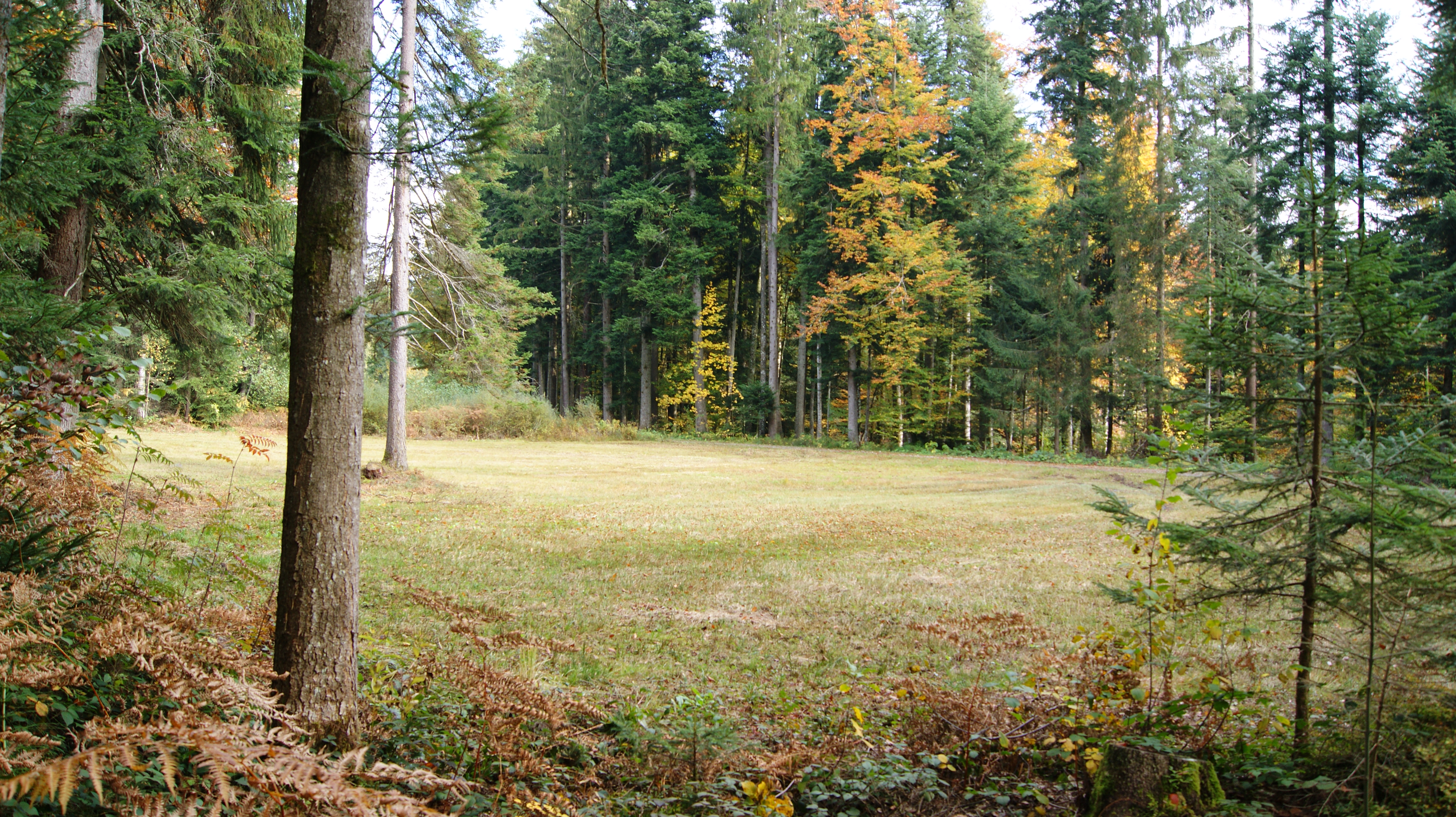
Detail – Hochmoor.

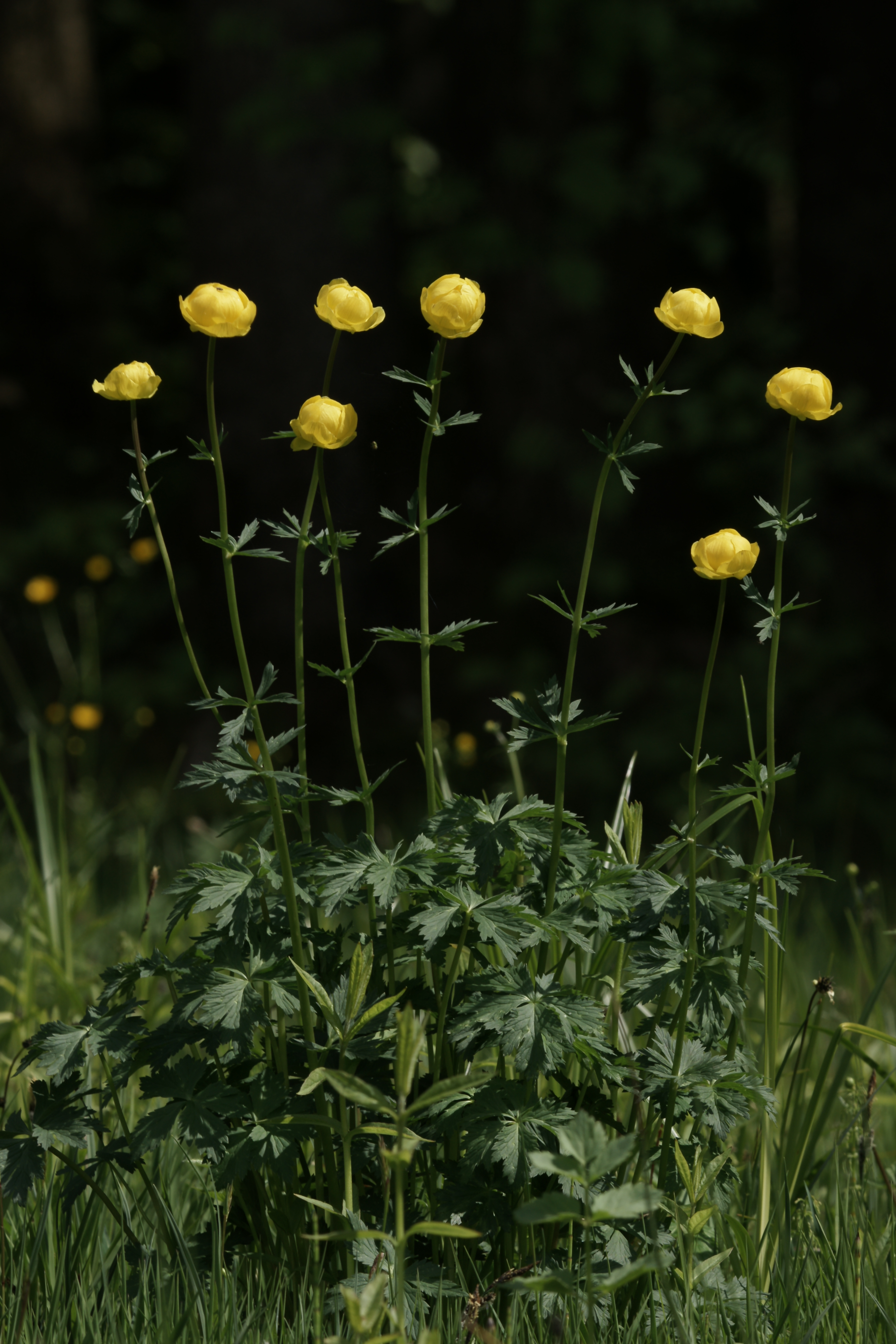
Trollblume (Trollius europaeus) am Waldrand beim Rossbad.

Das Rossbad ist ein Naturschutzgebiet (NSG) auf einer Höhe von etwa 660 m ü. A. mit einer Größe von 103 ha und liegt westlich in den Grenzen der Gemeinde Krumbach in Vorarlberg, Österreich. Das Naturschutzgebiet ist Teil des grenzüberschreitenden Naturpark Nagelfluhkette.
Das Gebiet wurde 1973 durch ein Landesgesetzblatt als Naturschutzgebiet ausgewiesen.

## Namensherleitung
Zur Namensherleitung siehe den Artikel Rossbad (Heilbad).

## Gebietsbeschreibung und Grenzen
Beim NSG Rossbad handelt es sich überwiegend um ein Grünlandgebiet. Die Grenze des Naturschutzgebietes bilden
- im Norden die Weißach,
- im Westen (z. B. der Glatzbach) und Süden die Gemeindegrenze zwischen den Gemeinden Krumbach und Langenegg sowie der Badgraben (beim Heilbad Rossbad) und
- im Osten verschiedene Grundparzellen in der Gemeinde Krumbach.[3]

Das NSG Rossbad liegt in der Molasselandschaft des Vorderen Bregenzerwaldes. Es wachsen darin teilweise naturnahe Mischwälder sowie oberhalb der Bacheinschnitte auf sauren Böden natürliche Tannenwälder. Die Moorflächen werden teilweise als Streuwiesen genutzt.

## Schutzzweck
In diesem Gebiet ist die Vielfalt aus Mooren (Hochmoor), Wiesen und Wäldern geschützt.
Nach § 4 des Vorarlberger Gesetz über Naturschutz und Landschaftsentwicklung ist das Ziel die „Erhaltung des natürlichen Lebensraumes, vor allem durch Beachtung der Ziele des Naturschutzes und der Landschaftsentwicklung“. Dies sei „Verantwortung jedes einzelnen“, weshalb jeder einzelne verpflichtet ist, „soweit ihm dies zumutbar ist, ein Verhalten, das für sich oder wegen der zu erwartenden Beispielsfolgen zu einer erheblichen Beeinträchtigung von Natur oder Landschaft führen kann, zu unterlassen. Insbesondere hat auch die Ausübung von Freizeitbetätigungen unter möglichster Schonung von Natur und Landschaft zu erfolgen. Dies gilt vor allem dort, wo es sich um von solchen Tätigkeiten noch weitgehend unberührte Bereiche handelt“.

## Verbote
Nach § 3 der Verordnung der Landesregierung über das Naturschutzgebiet Rossbad in Krumbach ist es im geschützten Gebiet verboten:
- Änderungen vorzunehmen, die geeignet sind, die Natur zu schädigen,
- das Landschaftsbild zu verunstalten und
- den Naturgenuss zu beeinträchtigen.

Insbesondere ist es verboten,
1. Pflanzen jeder Art zu beschädigen, auszureißen, auszugraben oder Teile davon abzupflücken,  abzuschneiden oder abzureißen,
2. Bauwerke aller Art zu errichten oder zu ändern,
3. Meliorationen durchzuführen, Torf zu stechen, Abfall und sonstige Materialien abzulagern, einzelstehende Bäume, Baumgruppen, Hecken und Gebüsch zu beseitigen,
4. Zelt- und Lagerplätze einzurichten, Wohnwagen aufzustellen, akustisch oder optisch störende  Geräte in Betrieb zu nehmen.

Ausgenommen von diesem Verbot nach § 3 sind nach § 4 der Verordnung der Landesregierung über das Naturschutzgebiet Rossbad in Krumbach:
- die übliche land- und forstwirtschaftliche Nutzung und die rechtmäßige Ausübung der Jagd und Fischerei (§ 4 Abs. 1)
- In besonderen Fällen erteilte Ausnahmen, wenn dies aus Gründen der öffentlichen Sicherheit, der Land- und Forstwirtschaft oder des Wasserbaues geboten ist (§ 4 Abs. 2).

Es ist daher z. B. nicht verboten, zu düngen, zu walzen und zu schleppen, sofern dies im Rahmen der üblichen land- und forstwirtschaftlichen Nutzung geschieht. Es gibt auch keine Beschränkung der Weidung von Großvieheinheiten. Das Naturschutzgebiet Roßbad beherbergt nur noch Reste eines Hochmoores, das teilweise immer noch extensiv bewirtschaftet wird und teils mit Moorbirken verbuscht ist.

## Wandern / Führungen
Die Gemeinde Krumbach bietet von Mai bis September regelmäßige Führungen durch die Moore/das Naturschutzgebiet an. Es sind Informationstafeln angebracht zur Erläuterung der Moorökologie und Landschaftsgeschichte von Krumbach.